# منتزه مادبا الأثري
منتزه مادبا الأثري هو منتزه ومحميّة أثرية، يقع في وسط مدينة مادبا الأردنية، بالقرب من مركز الزوار. تم بناؤها في عام 1995، ويحتوي على الشارع الروماني، وقاعة هيبوليتس، وكنيسة النبي الياس، وسرداب القديس اليانوس، وكنيسة العذراء ومعرض الفسيفساء.

## صور

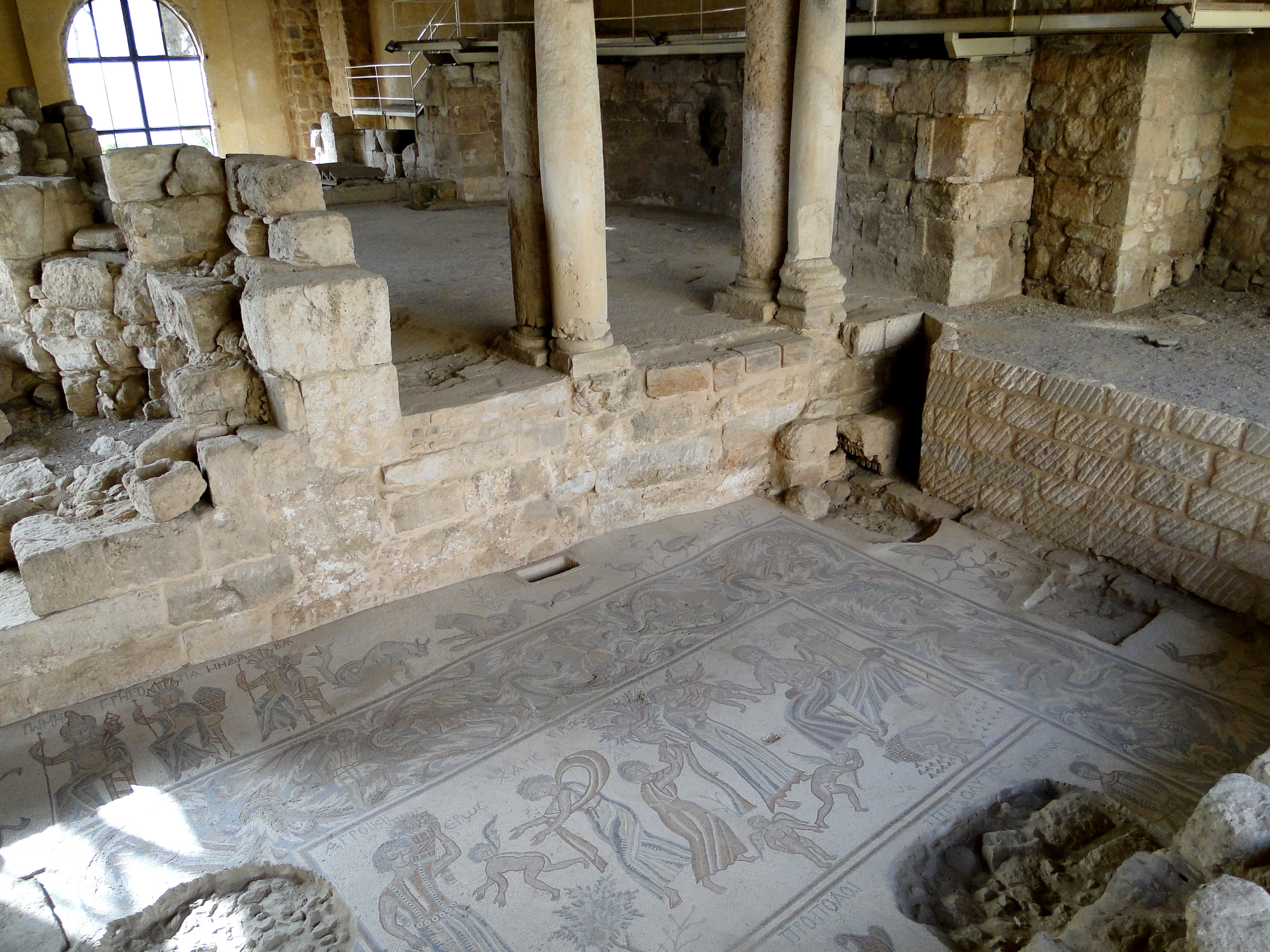
قاعة هيبوليتس
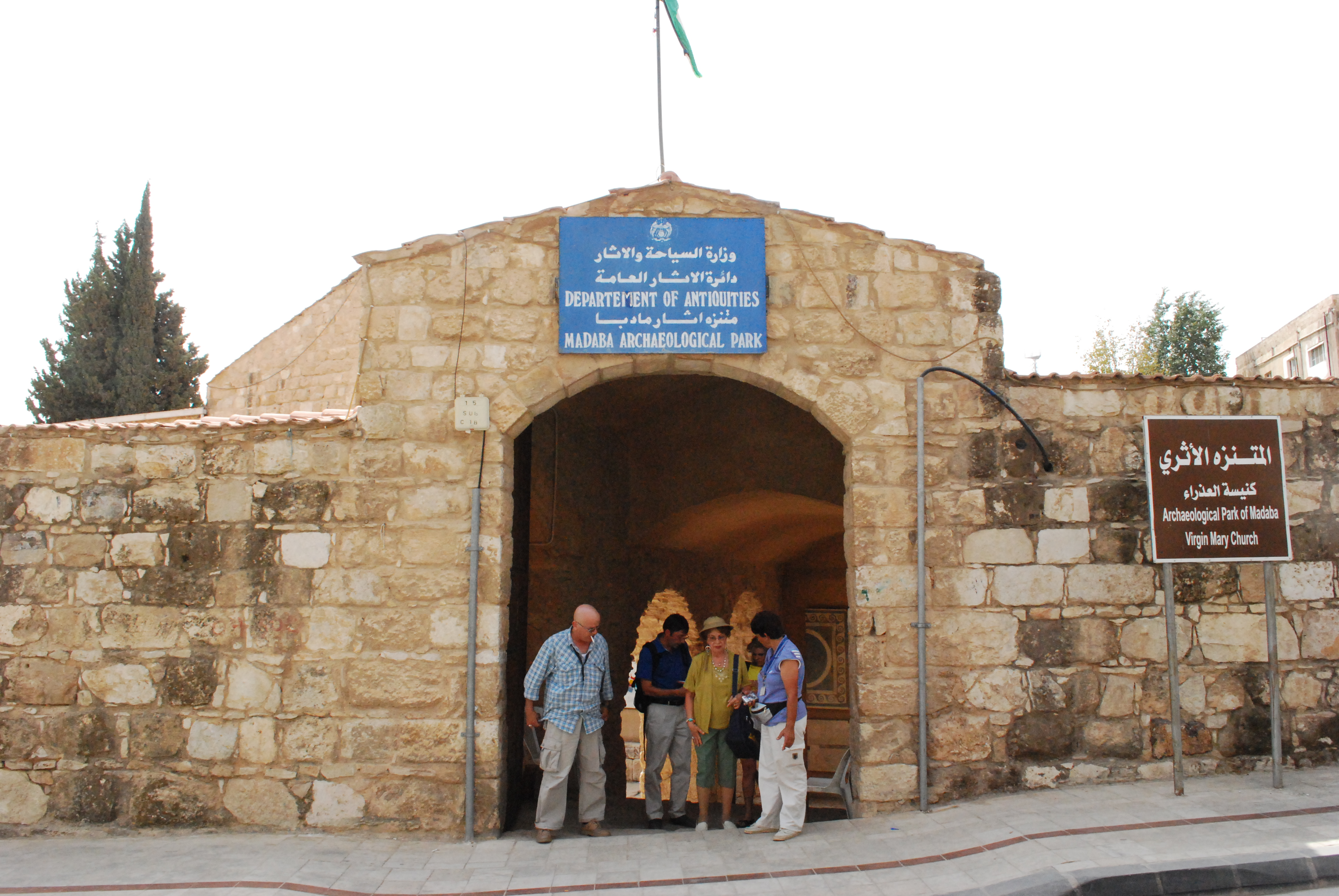
مدخل المنتزه
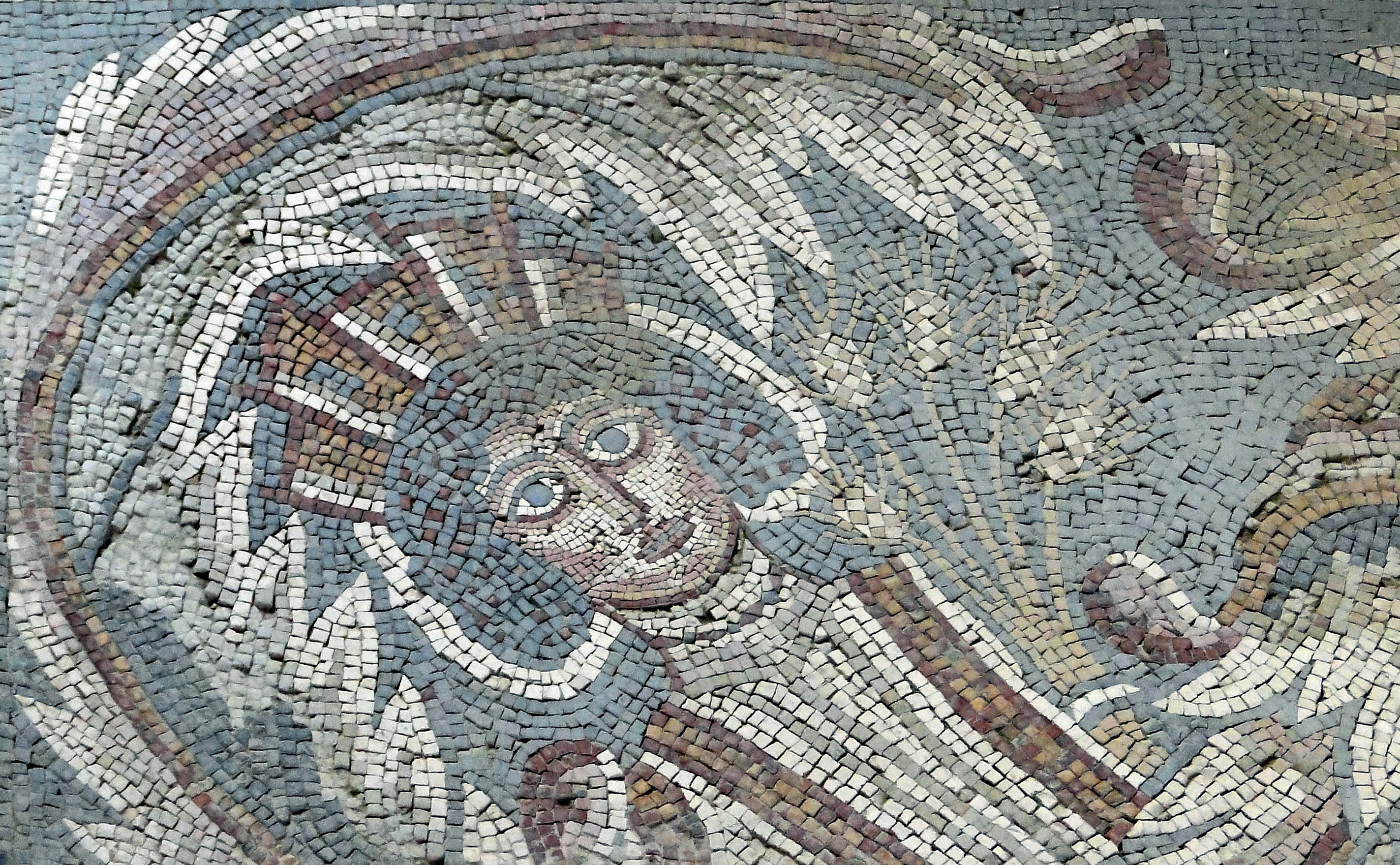
فسيفساء في المنتزه

## وصلات خارجية
- جولة في منتزه مادبا الأثري